# Vlaams Aktiekomitee voor Brussel en Taalgrens
Le Vlaams Aktiekomitee voor Brussel en Taalgrens (VABT), ou en français «Comité flamand d’action pour Bruxelles et la frontière linguistique», est une organisation militante flamande active entre 1959 et 1963. Conçu comme une «association d’associations» (vereniging van verenigingen), il regroupait diverses structures du mouvement flamand, issues de tendances idéologiques variées, mais unies autour d’un objectif commun: défendre le caractère néerlandophone de Bruxelles et de sa périphérie, et obtenir la fixation légale de la frontière linguistique en Belgique.  
Le VABT est surtout connu pour avoir organisé trois grandes manifestations de masse à Bruxelles, les Marsen op Brussel (« Marches sur Bruxelles »), entre 1961 et 1963, rassemblant des dizaines de milliers de participants. Ces mobilisations ont exercé une pression significative sur le gouvernement belge au moment de l’adoption des lois linguistiques de 1962-1963. L’organisation déclina rapidement après 1963, mais elle reste un repère important de l’histoire du mouvement flamand.

## Contexte
À la fin des années 1950, la Belgique est traversée par de profondes tensions communautaires liées à la question linguistique. Officiellement, le pays est bilingue (français et néerlandais), mais dans les faits, la répartition territoriale des langues est inégale et contestée. Depuis 1830, la langue française s’est imposée comme la langue dominante dans l’administration, la justice et l’enseignement supérieur. En réaction, le mouvement flamand s’est progressivement organisé pour défendre la reconnaissance et l’égalité du néerlandais.  

### Francisation de Bruxelles
La capitale, historiquement néerlandophone, connaît au XXe siècle une rapide francisation. Dès les années 1920-1930, une majorité des habitants de Bruxelles utilise le français comme langue publique, même si une partie importante de la population reste d’origine flamande. La mobilité sociale, l’attractivité économique et l’image de prestige associée au français favorisent ce basculement linguistique. Dans les communes de la périphérie de Bruxelles, la situation est similaire : l’urbanisation et l’installation de francophones entraînent une pression croissante sur l’usage du néerlandais.  
Pour les militants flamands, cette francisation est perçue comme une menace existentielle. Ils craignent que l’extension du bilinguisme à Bruxelles et à sa périphérie ne conduise à une assimilation progressive des Flamands et à une marginalisation de leur langue dans la capitale. Cette inquiétude nourrit l’idée qu’il est urgent de fixer une frontière linguistique stable et respectée.  

### Le recensement linguistique
Depuis 1921, la législation belge prévoit un recensement linguistique (talentelling) réalisé tous les dix ans. En fonction des résultats, certains services publics (administration, justice, enseignement) pouvaient devenir bilingues dans des communes où la minorité linguistique atteignait un certain seuil. Pour les partisans flamands, ce système favorisait la francisation: à chaque recensement, de nouvelles communes flamandes basculaient vers le bilinguisme officiel, ce qui accentuait la progression du français en territoire néerlandophone.  
Le recensement de 1947, publié seulement en 1954, confirma cette tendance et provoqua un choc. Plusieurs communes périphériques de Bruxelles, jusque-là considérées comme flamandes, se virent reconnaître un statut bilingue en raison de l’augmentation des francophones. Pour le mouvement flamand, il s’agissait d’une dérive intolérable. Dès lors, l’abolition du recensement linguistique et la fixation définitive de la frontière devinrent des revendications prioritaires.  

### Un contexte politique explosif
À la fin des années 1950, la question linguistique s’ajoute à d’autres tensions politiques et sociales (comme la Question royale ou la grève générale de l’hiver 1960-1961). Les partis traditionnels — sociaux-chrétiens, socialistes et libéraux — peinent à trouver un compromis sur la réorganisation de l’État belge. Dans ce climat polarisé, le mouvement flamand connaît un regain d’activisme. Des comités locaux, des associations étudiantes et des cercles culturels réclament des actions collectives d’envergure pour faire pression sur le gouvernement.  
C’est dans ce contexte que naît en 1959 le Vlaams Aktiekomitee voor Brussel en Taalgrens (VABT), conçu comme un outil de coordination et de mobilisation. Sa création répond à la conviction qu’une action massive, unitaire et visible était nécessaire pour infléchir la politique linguistique de l’État belge.

## Fondation
Le VABT fut officiellement fondé le 14 mars 1959 à Bruxelles. Dès l’origine, il se définit comme une plateforme pluraliste, rassemblant des associations étudiantes, culturelles, syndicales, religieuses et politiques flamandes.  
Ses objectifs initiaux étaient: 
- s’opposer au recensement linguistique
- revendiquer la fixation définitive de la frontière linguistique
- défendre le caractère néerlandophone de Bruxelles et de sa périphérie.

Dès novembre 1959, le VABT organisa une première journée d’action sous le slogan Geen Talentelling (« Pas de recensement linguistique »), destinée à marquer publiquement l’engagement flamand pour la défense des droits linguistiques à Bruxelles et dans sa périphérie. Conçue à la fois comme un événement symbolique et comme un test de mobilisation, devient rapidement emblématique de l’efficacité du comité.

## Organisation et dirigeants
Le VABT fonctionnait comme un comité de coordination. Il était dirigé par un comité central, chargé de la planification stratégique et de la coordination des actions majeures, telles que les Marsen op Brussel. Ce comité central comprenait :
- un président, chargé de représenter le comité auprès des autorités politiques et des médias
- plusieurs vice-présidents, chacun responsable d’un domaine spécifique (mobilisation, logistique, communication, liaison avec les associations locales)
- un secrétaire général, qui assurait la correspondance, la gestion administrative et le suivi des activités locales
- un trésorier, responsable des finances, des collectes de fonds et de l’organisation logistique des manifestations.

Sous le comité central, le VABT disposait de relais régionaux et locaux. Chaque province flamande et chaque commune de la périphérie bruxelloise avait un coordinateur chargé de mobiliser les habitants, de communiquer les décisions du comité central et d’organiser les actions locales. Cette organisation en réseau permettait au VABT de mobiliser rapidement des dizaines de milliers de participants lors des marches et autres manifestations. 
Les dirigeants du VABT étaient pour la plupart des militants expérimentés du mouvement flamand, issus de cercles culturels, étudiants ou partis politiques. Ils étaient choisis pour leur capacité à organiser, leur charisme et leur engagement envers la défense des droits linguistiques. Parmi ces dirigeants, plusieurs figures importantes émergèrent, dont le président Edward Amter et le secrétaire Antoon Roosens.  

## LesMarsen op Brussel
L’action la plus spectaculaire du VABT fut l’organisation des Marsen op Brussel (« Marches sur Bruxelles »), trois grandes manifestations de masse destinées à attirer l’attention de l’opinion publique et du monde politique sur la question linguistique. Ces marches s’inspiraient des grandes mobilisations ouvrières et nationalistes du XIXe et du XXe siècle, mais dans un cadre explicitement flamand et pacifique.  

### 1961: Première marche
Le 22 octobre 1961, le VABT organisa la première Marche sur Bruxelles, rassemblant plusieurs dizaines de milliers de participants.  La manifestation est soigneusement encadrée par le VABT afin de montrer une image d’unité et de discipline. Les participants viennent de toute la Flandre. Les slogans mettent en avant la revendication d’une frontière linguistique fixe et la fin du recensement linguistique. Pour la première fois, la presse nationale francophone prend conscience de l’ampleur du mouvement flamand.

### 1962: Deuxième marche
Le 14 octobre 1962, une seconde marche fut organisée alors que les négociations politiques autour de la frontière linguistique entrent dans leur phase cruciale. La manifestation fut marquée par des incidents avec des contre-manifestants francophones. Malgré ces tensions, le VABT insiste sur son caractère pacifique. L’événement est largement couvert par la presse belge, et même internationale, qui commence à parler d’un « problème communautaire belge ».

### 1963: Troisième marche
Le 10 novembre 1963, le VABT organisa la plus grande et la dernière de ses mobilisations, symbolisant l’apogée du comité. Entre 60 000 et 100 000 personnes défilent dans la capitale, ce qui en fait l’une des plus grandes manifestations flamandes jamais organisées à Bruxelles. Cependant, cette mobilisation massive marque aussi la fin du comité.

## Impact politique
Le VABT exerça une influence réelle sur l’adoption des lois linguistiques de 1962-1963, qui fixèrent définitivement la frontière linguistique et instaurèrent des communes à facilités.  Au-delà des effets politiques, le VABT contribua à renforcer l’identité flamande dans la périphérie de Bruxelles et dans certaines provinces néerlandophones. Les actions organisées ont favorisé un sentiment d’appartenance collective et permis de sensibiliser l’opinion publique à l’importance de la langue néerlandaise. Les marches et les publications du comité ont également influencé les médias flamands, qui commencèrent à couvrir davantage les enjeux linguistiques et communautaires.  

## Déclin et dissolution
Après la marche de novembre 1963, le VABT entra rapidement en déclin. Le VABT, qui avait rassemblé des militants modérés, conservateurs et plus revendicatifs voit ses tensions internes s’accentuer une fois ses objectifs principaux atteints. Les divergences portent sur l’avenir du comité, certains membres souhaitent maintenir la structure pour défendre d’autres causes liées à la langue et à la culture flamande, tandis que d’autres estiment que le comité a rempli sa mission et qu’il est temps de se dissoudre. Cette fragmentation affaiblit la capacité d’action collective et réduit la visibilité du VABT sur la scène politique. 
Dès 1964, le comité cessera pratiquement ses activités sans scandale ni rupture violente. Le comité laisse derrière lui un héritage stratégique et symbolique durable. Il a démontré l’efficacité d’une mobilisation pacifique et coordonnée et a contribué de manière décisive à la consolidation des droits linguistiques flamands dans la capitale et sa périphérie.  

## Héritage
L’expérience du VABT inspira la création du Taal Aktie Komitee (TAK) dans les années 1970, qui reprit le flambeau de la défense linguistique en périphérie bruxelloise. Les historiens soulignent que le VABT est un exemple de mobilisation réussie dans le contexte d’un État démocratique. Si certaines critiques soulignent un risque de radicalisation, la majorité des analyses insiste sur le caractère pacifique et bien encadré des actions. Le comité est ainsi présenté comme un cas d’école de lobbying populaire et de coordination stratégique, capable de peser sur les décisions législatives sans recours à la violence.  

## Archives et sources
La documentation sur le VABT est principalement conservée dans plusieurs archives institutionnelles et privées comme : 
- Letterenhuis (Anvers)
- AMVB (Archief en Museum van de Vlaamse Volksbeweging)
- Archiefpunt
- VRT-archief,

qui offrent un éclairage précieux sur l’organisation, les actions et l’impact du comité. Ces sources permettent de reconstituer non seulement la chronologie des événements, mais aussi les stratégies, débats internes et réseaux de mobilisation du mouvement.